# RUSY
RUSY (ルーシー) は、日本のヒューマンビートボクサー。愛知県名古屋市出身。

## 経歴
小学6年の時、自宅にあったパソコンで見たHIKAKINの動画に衝撃を受けビートボックスを知り、ボイパリーグの動画にてDaichi、すらぷるためを見たことでビートボックスを聴き始める。
JBC2013の大会に出場していたTATSUAKIに憧れており、その後Sh0hや妖怪うらに会い、TATSUYAなどが出場していた世界大会の動画をきっかけに本格的にビートボックスの練習を始める。
ループステーションを始めたきっかけはNaPoMである。その後、SO-SOの家にてループステーションを触った際に使いこなせそうだと確信し、購入を決めたという。
ハイスクール・バンバンは高3の時にメンバーのIbukiに「エイベックス・アーティストアカデミー名古屋校」に連れていかれ、パーカッションとして誘われたことをきっかけに加入する。アカペラを始める前は撮影の助っ人として参加する予定だったが、ハモネプリーグ2019に応募して決勝に進出したことを後から聞かされたという。準優勝という結果を残す。
2019年に台湾で行われた「Asia Beatbox Championship 2019」にて、共に参加していたSO-SOらと意気投合したことがきっかけでSARUKANIを結成する。
GBB2021ではタッグ、タッグループ、クルーの3部門に出場し、クルー部門のSARUKANIでは2位入賞、タッグループ部門のSORRYでは初代世界一を獲得する。
オンラインの国際大会にも積極的に参加し好成績を残している。特に2022年のClip Loopstation championshipではセカンドデバイスの使用者が多数エントリーする中、RC505 Mk.2のみで優勝し話題を呼んだ。
Japan Loopstation Championship 2022では、同じくSARUKANIのSO-SOと共に審査員を務めた。
Online Beatbox Championship 2022のLoopstation部門では、ワイルドカードを9位で通過しその後の予選も2位で通過したが、決勝トーナメント一回戦でアメリカの808Banonに敗れベスト8となった。
GBB2023ではTag team(Huskey)とCrew(SARUKANI)の2部門で出場し、Tag部門で予選7位、Crewでは優勝という成績を残している。尚、Loopstation部門もワイルドカードの1st Roundを15位で通過するも、総合順位では13位となり惜しくも出場はならなかった。
Beatland 2023では11位でwildcardを通過し、初戦では6位通過のドイツのLennardと対戦。Lennardが326票、RUSYが524票でRUSYが勝利し、準々決勝へ進出。準々決勝ではロシアのレジェンド、INKIEと対戦し惜敗。しかし、入国手続きで問題が発生してINKIEの本戦出場が不可能になったため、繰り上げで出場することとなった。
尚、この大会は当初視聴者投票で勝敗が決められていたものの、不正投票が発覚したことで急遽Rythmind,Zhang Ze,DHARNIによるジャッジ方式に変更された。
バリ島で開催された本戦では、準決勝にて日本のGuttiに勝利するも、決勝で香港のDuncanに敗北し準優勝となった。

## 人物
- 好きなビートボクサーはCodfish、NaPoM、WING,また好きなルーパーはIBARRA、INKIE,Balance、Thorsenだと語っている。

## 大会実績
| 大会名                                                         | 結果       |
| -------------------------------------------------------------- | ---------- |
| Asia Beatbox Championship 2018 Loopstation部門                 | 3位        |
| Asia Beatbox Championship 2019 Loopstation部門                 | 3位        |
| Grand Beatbox Battle 2020 Online Loopstation部門               | 4位        |
| Clip Loopstation championship 2021                             | ベスト8    |
| ROFU BEATBOX CONTEST 2021 課題曲A                              | グランプリ |
| Grand Beatbox Battle 2021 Tag Team Loopstation Elimination部門 | 優勝       |
| 5v5 Loopstation league Season2 (Team Skelem)                   | ベスト8    |
| Clip Loopstation championship 2022                             | 優勝       |
| Online World Beatbox Championship 2022 Loopstation部門         | ベスト8    |
| Beatcity pre（ゲストバトラーとして出場）                       | ベスト4    |
| Beatcity Japan 2023（soloとして出場）                          | 準優勝     |
| Beatland 2023 loopstation部門                                  | 準優勝     |